# フランクリン・エラスモ・ロボス・ラミレス
フランクリン・エラスモ・ロボス・ラミレス（Franklin Erasmo Lobos Ramírez, 1957年6月2日 - ）は、チリ出身の元プロサッカー選手。現役時代のポジションはミッドフィールダーで、強烈なフリーキックを武器とした。

## 選手時代
1980年にチリ2部リーグのレヒオナル・アタカマでデビュー。1982年にチリ1部リーグのCDアントファガスタに所属。
1984年のロサンゼルスオリンピックの南米予選にチリ代表として出場。
強烈なフリーキックを武器とし、コーナーからでも直接ゴールを決めることができた。そのキックの技術は、"El Mortero Mágico"（魔法の迫撃砲）として知られた。1995年に引退。

## 引退後
引退後はタクシー運転手として生計を立てた。2005年からは娘の学資を稼ぐため、鉱山作業員となった。2010年8月に発生した、コピアポ鉱山落盤事故に巻き込まれたが、69日後の現地時間10月13日に救出された際、リフティングを披露した。